# BgC3
bgC3 LLC es una compañía creada por el fundador de Microsoft, Bill Gates.
De acuerdo con el registro federal de marcas, la empresa es un comité de expertos, que abarca:
- Servicios científicos y tecnológicos.
- Análisis industrial e investigación.
- Diseño y desarrollo de hardware y software.